# Rammdalens naturreservat
Rammdalens naturreservat är ett naturreservat i Östads socken i Lerums kommun i Västergötland. Naturreservatet hör till EU-nätverket Natura 2000 och ligger i vildmarkområdet Risveden. Det inrättades 1996 och har en yta på ca 28 ha. Tillsammans med naturreservaten Trehörningen, Kroksjön och Risvedens vildmark utgör Rammdalen del av ett 750 hektar stort sammanhängande område av skyddad vildmark.
Området präglas av en dramatisk sprickdal som bildar Rammdalen och Rammsjön. I området finns också vad man tror är en offerkälla. Artrikedomen är stor med bl.a. flera rödlistade mossor och lavar.